# Cao Chấn Gia
Cao Chấn Gia (tiếng Trung: 高振家; tháng 1 năm 1929 – 28 tháng 7 năm 2014) là Trung tướng Hải quân Quân Giải phóng Nhân dân Trung Quốc (PLAN). Ông từng giữ chức vụ Phó Tư lệnh Quân khu Quảng Châu kiêm Tư lệnh Hạm đội Nam Hải.

## Tiểu sử
- Cao Chấn Gia sinh tháng 1 năm 1929, người huyện Cái Bình, tỉnh Liêu Ninh (nay là thành phố cấp huyện Cái Châu).[1]
- Tháng 4 năm 1946, Cao Chấn Gia tham gia liên quân dân chủ Đông Bắc. Tháng 3 năm 1948, ông gia nhập Đảng Cộng sản Trung Quốc. Cao Chấn Gia từng giữ chức vụ Phó tiểu đoàn trưởng Liên đội Cảnh vệ, bộ Hậu cần Quân khu Liêu Nam; Phó chỉ đạo viên chính trị liên đội cảnh vệ sư đoàn pháo binh 6, Quân khu Đông Bắc; ông cũng từng tham gia chiến dịch Liêu Thẩm. Sau khi thành lập nước Cộng hòa Nhân dân Trung Hoa, Cao Chấn Gia học tập tại trường pháo binh Hải Ngạn Quân Giải phóng Nhân dân Trung Quốc.[1]
- Tháng 9 năm 1955 đến tháng 8 năm 1964, Cao Chấn Gia là Thuyền trưởng đại đội Độc lập tàu ngầm hải quân.
- Tháng 8 năm 1964 đến tháng 5 năm 1969, Cao Chấn Gia đảm nhiệm chức vụ Phó Chi đội trưởng chi đội tàu ngầm Hải quân. Tháng 5 năm 1969 đến tháng 7 năm 1973, ông giữ chức Chi đội trưởng Chi đội tàu ngầm Hải quân.
- Tháng 7 năm 1973, Cao Chấn Gia được bổ nhiệm giữ chức Phó Tư lệnh Hải quân Quân Giải phóng Nhân dân Trung Quốc, Ủy viên Thường vụ Đảng ủy Hải quân. Tháng 11 năm 1979, Cao Chấn Gia được điều động giữ chức Phó hiệu trưởng Trường Tàu ngầm Hải quân.
- Tháng 9 năm 1983, Cao Chấn Gia được bổ nhiệm làm Viện trưởng Học viện Tàu ngầm Hải quân. Tháng 10 năm 1986, Cao Chấn Gia được điều động phân công làm Chính ủy Học viện Chỉ huy Hải quân.
- Tháng 1 năm 1988, Cao Chấn Gia được bổ nhiệm giữ chức vụ Phó Tư lệnh Quân khu Quảng Châu kiêm Tư lệnh Hạm đội Nam Hải, Ủy viên Thường vụ Đảng ủy Quân khu, Phó Bí thư Đảng ủy Hạm đội. Cũng trong năm 1988, Cao Chấn Gia được phong quân hàm Phó đô đốc và được trao tặng Huy chương Giải phóng.[2] Tháng 12 năm 1993, Cao Chấn Gia được miễn nhiệm chức vụ Tư lệnh Hạm đội Nam Hải, nghỉ hưu.
- Ngày 28 tháng 7 năm 2014, Cao Chấn Gia qua đời tại Quảng Châu, hưởng thọ 85 tuổi.[3]